# Músculo longísimo
El músculo longísimo (musculus longissimus) es un músculo del complexo menor que se origina en las apófisis transversas y apófisis articulares de la columna vertebral, entre la vértebra cervical C4 y la vértebra torácica T1, formando un vientre aplanado que asciende lateral al músculo semiespinoso ( complexo mayor) para insertarse en el vértice y borde posterior de la apófisis mastoides en el cráneo.

## División
- Longissimus thoracis o longísimo torácico.

Se origina en las apófisis espinosas de las vértebras lumbares, y las apófisis transversas de vértebras torácicas inferiores para insertarse medialmente en las apófisis laterales de la tercera vértebra dorsal y de la tercera a la duodécima costilla.
- Longissimus cervicis o longísimo cervical.

Se originan en las apófisis transversas de T1-T6; se insertan en las apófisis transversas de C2-C7.
- Longissimus capitis o complejo menor.

Se origina en el proceso transversal de T1-T3 y el proceso articular de C5-C7; se insertan en el borde posterior de la apófisis mastoidea.